# Resolutie 2058 Veiligheidsraad Verenigde Naties
Resolutie 2058 van de Veiligheidsraad van de Verenigde Naties werd door de VN-Veiligheidsraad aangenomen op 19 juli 2012.
De resolutie verlengde de UNFICYP-vredesmacht in Cyprus met een half jaar.
Twee leden, Azerbeidzjan en Pakistan, onthielden zich bij de stemming.
Azerbeidzjan vond de resolutie te weinig op resultaten gericht.
Pakistan vond dat er te weinig onderhandeld was om een consensus over de resolutie te bereiken.

## Achtergrond
Nadat in 1964 geweld was uitgebroken tussen de Griekse en Turkse bevolkingsgroep op Cyprus stationeerden de VN de UNFICYP-vredesmacht op het eiland. Die macht wordt sindsdien om het half jaar verlengd. In 1974 bezette Turkije het noorden van Cyprus na een Griekse poging tot staatsgreep. In 1983 werd dat noordelijke deel met Turkse steun van Cyprus afgescheurd. Midden 1990 begon het toetredingsproces van (Grieks-)Cyprus tot de Europese Unie maar de EU erkent de Turkse Republiek Noord-Cyprus niet. In 2008 werd overeengekomen een federale overheid met één internationale identiteit op te richten, naast twee gelijkwaardige deelstaten.

## Inhoud

### Waarnemingen
De Cypriotische overheid achtte een verlenging van de vredesmacht in haar land noodzakelijk.
In navolging van de secretaris-generaal vond de Veiligheidsraad dat de Cyprioten zelf hun conflict moesten oplossen.
Onderhandelingen daartoe hadden vooruitgang gemaakt.
Die moesten uiteindelijk leiden tot een federatie van twee gelijken.
Verder moest ook gewerkt worden aan de uitvoering van maatregelen om meer vertrouwen te kweken tussen beide partijen.
Verdere ontmijning van de bufferzone werd nog steeds geblokkeerd.

### Handelingen
De gemaakte vooruitgang was onvoldoende en de onderhandelingen hadden nog steeds niet tot een oplossing geleid.
De leiders van beide gemeenschappen werden opnieuw opgeroepen intensiever te onderhandelen, de publieke sfeer waarin deze verliepen te verbeteren en de burgers meer te betrekken.
Het mandaat van UNFICYP werd verlengd tot 31 januari 2013.
Opnieuw werd de Turkse zijde werd nog eens gevraagd het militaire status quo in Strovilia te herstellen.
Beiden werden ook opgeroepen verdere ontmijning toe te laten.

## Verwante resoluties
- Resolutie 1986 Veiligheidsraad Verenigde Naties (2011)
- Resolutie 2026 Veiligheidsraad Verenigde Naties (2011)
- Resolutie 2089 Veiligheidsraad Verenigde Naties (2013)
- Resolutie 2114 Veiligheidsraad Verenigde Naties (2013)

Lijst ·  2033 ·  2034 ·  2035 ·  2036 ·  2037 ·  2038 ·  2039 ·  2040 ·  2041 ·  2042 ·  2043 ·  2044 ·  2045 ·  2046 ·  2047 ·  2048 ·  2049 ·  2050 ·  2051 ·  2052 ·  2053 ·  2054 ·  2055 ·  2056 ·  2057 ·  2058 ·  2059 ·  2060 ·  2061 ·  2062 ·  2063 ·  2064 ·  2065 ·  2066 ·  2067 ·  2068 ·  2069 ·  2070 ·  2071 ·  2072 ·  2073 ·  2074 ·  2075 ·  2076 ·  2077 ·  2078 ·  2079 ·  2080 ·  2081 ·  2082 ·  2083 ·  2084 ·  2085